# Pristoceraea eriopis
Pristoceraea eriopis là một loài bướm đêm trong họ Noctuidae.